# 鉄板 (調理器具)

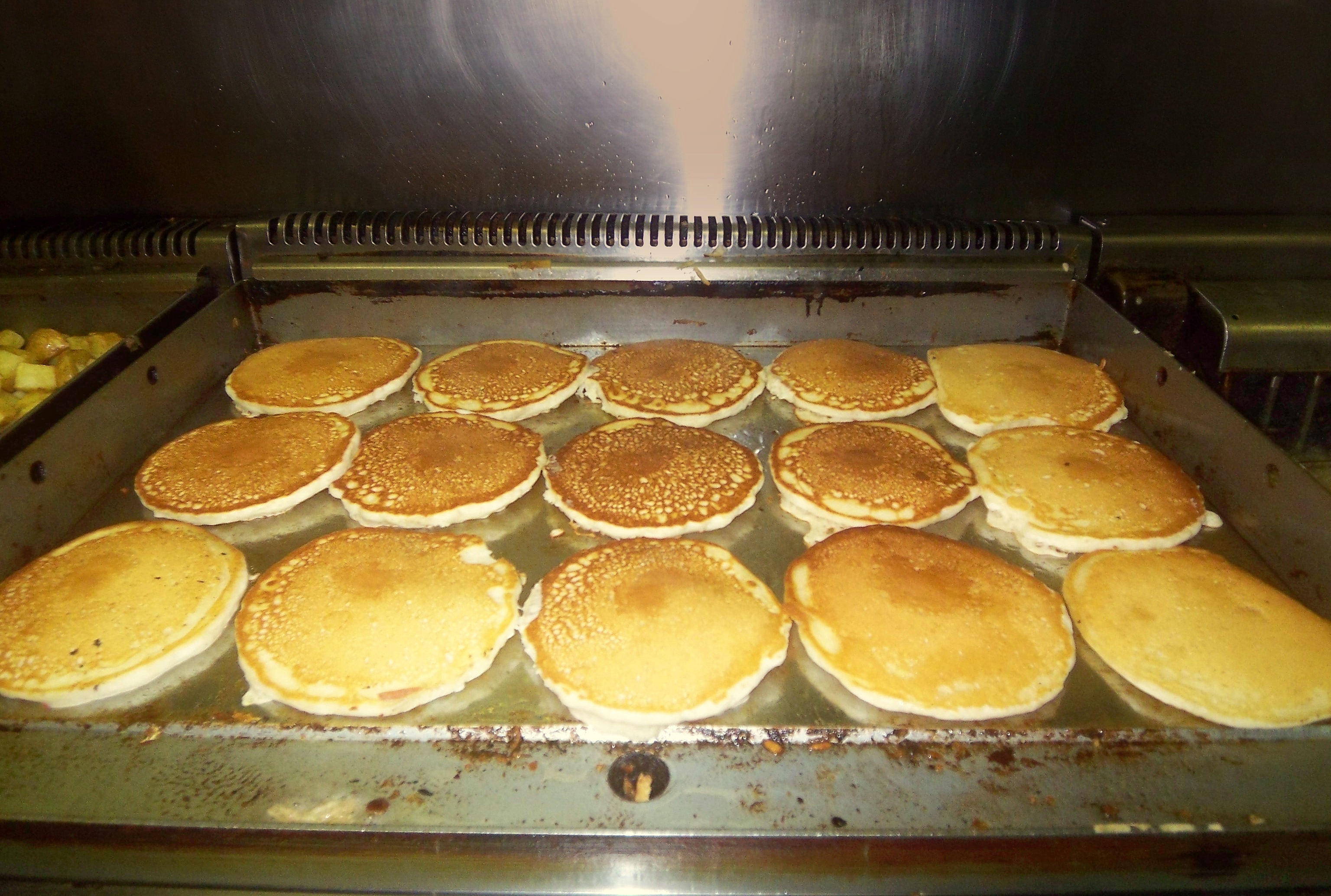
レストランの鉄板の上のパンケーキ

調理における鉄板（てっぱん）、またはグリドル（英: griddle）とは調理器具である。商用のグリドル（鋼板）は、平面の金属版（通常アルミニウム、ステンレス鋼、鋳鉄）であるが、伝統文化ではグリドルは石板や煉瓦板でもある。鉄板は直火、または焜炉の上に乗せて、フラットブレッド (Flatbread) を含む、様々な食品の調理に使用される。鉄板での調理技法では、通常の焼き方および蒸し焼き、油を引いたり油のない調理ができる。
鉄板によって調理された料理は鉄板焼きと言われる事もあるが他に、パンケーキ、オートケーキ、クレープ、グリルドチーズ・サンドイッチ、フラットブレッド（ロティやチャパティ）、ドーサ、アイルランドのボクスティ (Boxti) 、ウェルシュケーキなど多数ある。

## 伝統的なグリドル

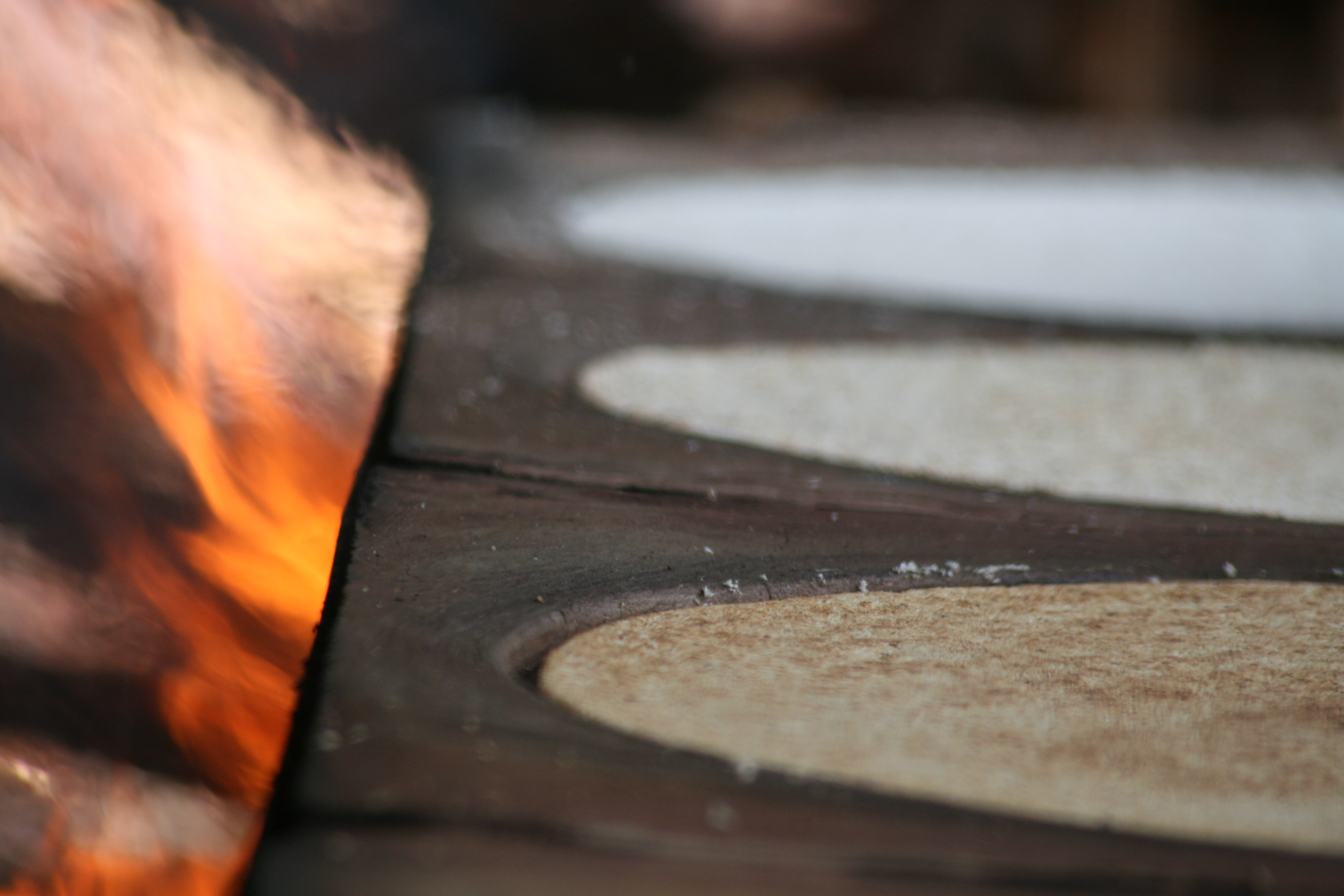
近代的な budare を使用したカサベの商業用調理

伝統的なグリドルには石板および煉瓦板、砂を詰めた浅い皿が含まれる。過去の種類のグリドルは、食材を置く前に調理温度に加熱する。最近の種類は、食材を置いた後に加熱する。
ラテンアメリカの伝統的なグリドルは、budare である。石または粘土で作られ、トルティーヤ、アレパ、カサベといった様々なフラットブレッドの調理に使用する。商業用に使用する近代的なものは金属製である。

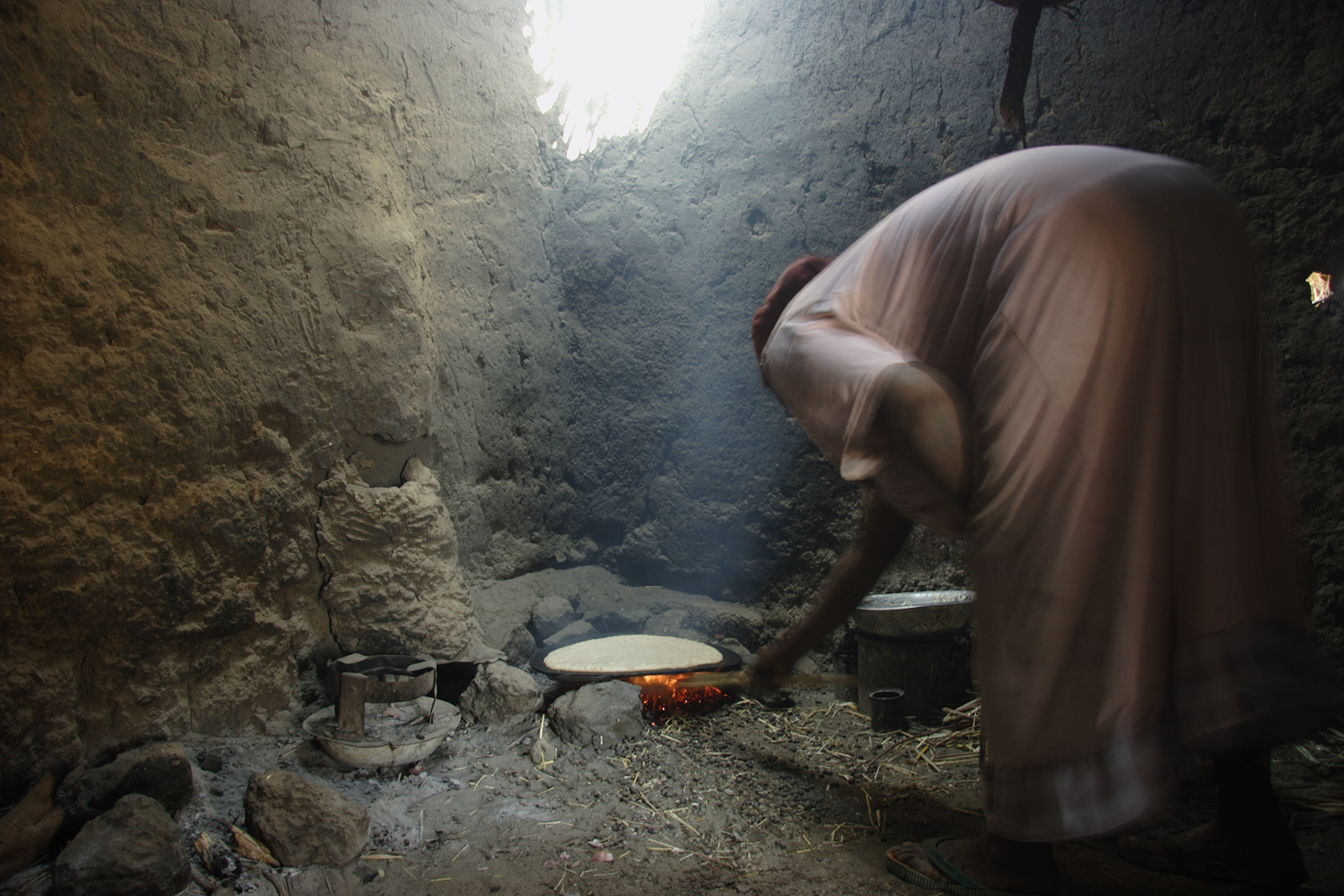
鉄板でのフラットブレッドの調理

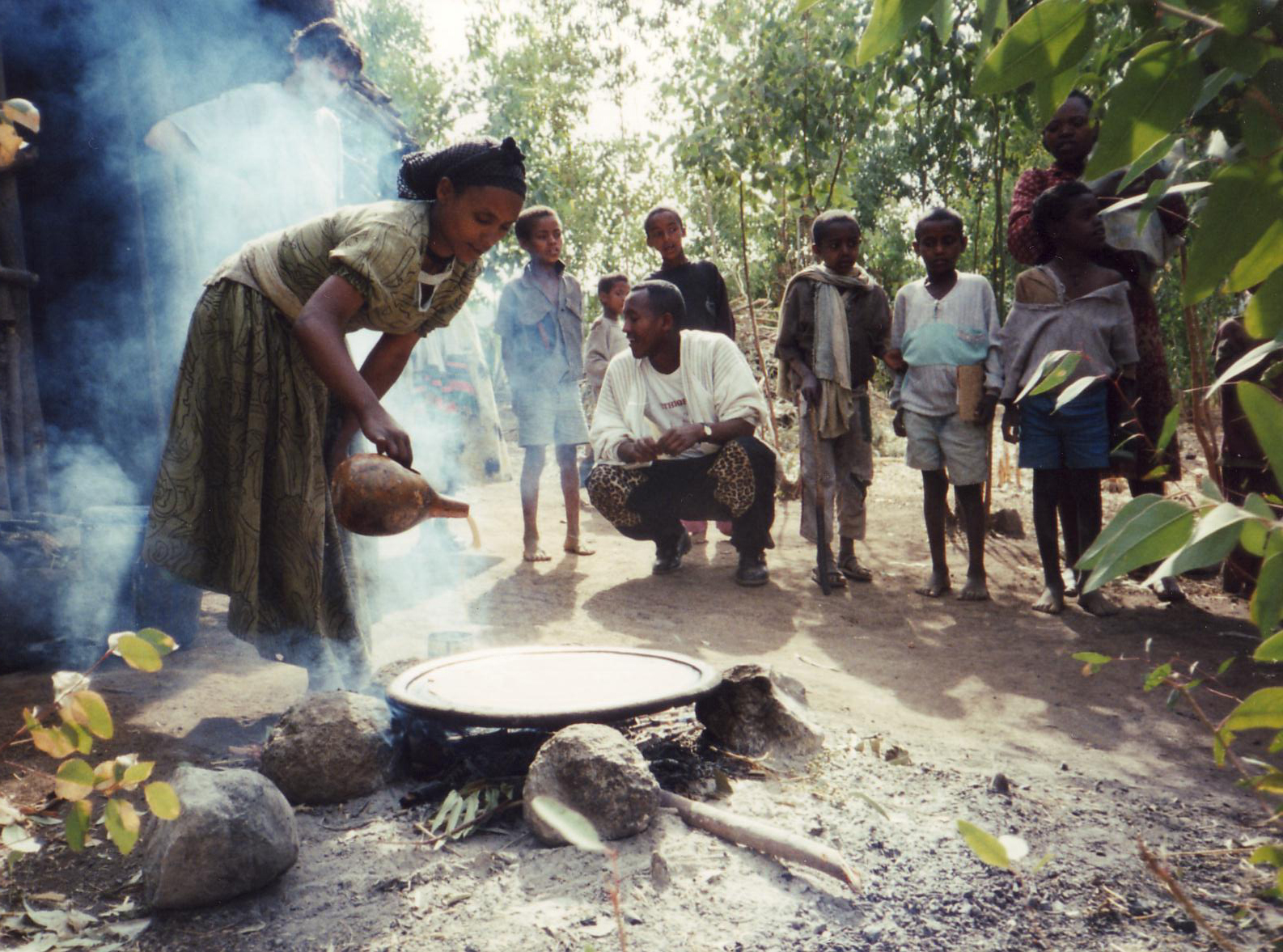
鉄板でのインジェラの調理

## 西洋の近代設備
一般的にアルミニウム、ステンレス鋼、または鋳鉄といった金属が使われる。初期は薪燃料の料理用ストーブ (Cook stove) の上部に取り外し式鉄板として組み込まれた。更に後、分かれた金属板として1つまたは複数の火口またはガスや電気焜炉の上に置かれた。取っ手がないことが多い。伝統的なウェールズのグリドルは円形で1つの取っ手があり、通常鋳鉄製で1センチ（2分の1インチ）の厚さである。これはウェルシュケーキ、パイクレット、クレープの調理に使用される。近年は、テフロン加工またはアルマイトのアルミニウム製グリドルが使われる。
グリドルは調理用の厚い金属板で、保温のためにも使われる。この調理器具は通常鋳鉄、鉄鋼（研磨または冷間圧延）、またはアルミニウムで作られ、クロムメッキを施すこともある。通常の家庭用グリドルの上面（プレート）の厚さは2.0 - 2.5ミリ（8分の1 - 4分の1インチ）であり、商業用グリドルは通常もっと厚い（最大25ミリ=1インチ）。より厚いグリドルは、より高い熱容量で、冷たい食材を乗せた部分が冷されても、より早く温度を戻すことができる。グリドルは床置き用（足付き）と調理台用で、底の形状が異なる。既存の焜炉の火口に直接置く設計のモデルもある。床置きモデルは洗浄が簡単なステンレス製のことが多い。
グリドルは通常表面がなめらかであるが、獣脂を逃し、食べ物に焼き色を付けるための溝を刻んだモデルもある。不要な獣脂がいつも流れ落ちる。
商業用グリドルは最大2.5メートル（8フィート）の長さ（鉄板焼きレストランのものと同様）であるが、通常温度の調整（手動または自動温度調節）は30 - 60センチ（0.98 - 2.0フィート）の幅毎に分かれる。これにより同時に1つのグリドルで異なる温度での調理ができる。構造によっては、グリドルは最高摂氏400度（華氏752度）に加熱できるが、通常使用する温度は摂氏60から230度（華氏140から446度）である。大きなグリドルには一度に複数の調理をする場所があるが、それに伴い、より大きなの換気フードが必要となる。
ホットプレートは、電気「グリル」と異なり調理面が平らで、電気「グリル」は溝つきである。（ジョージ・フォアマン・グリル (George Foreman Grill) 参照）

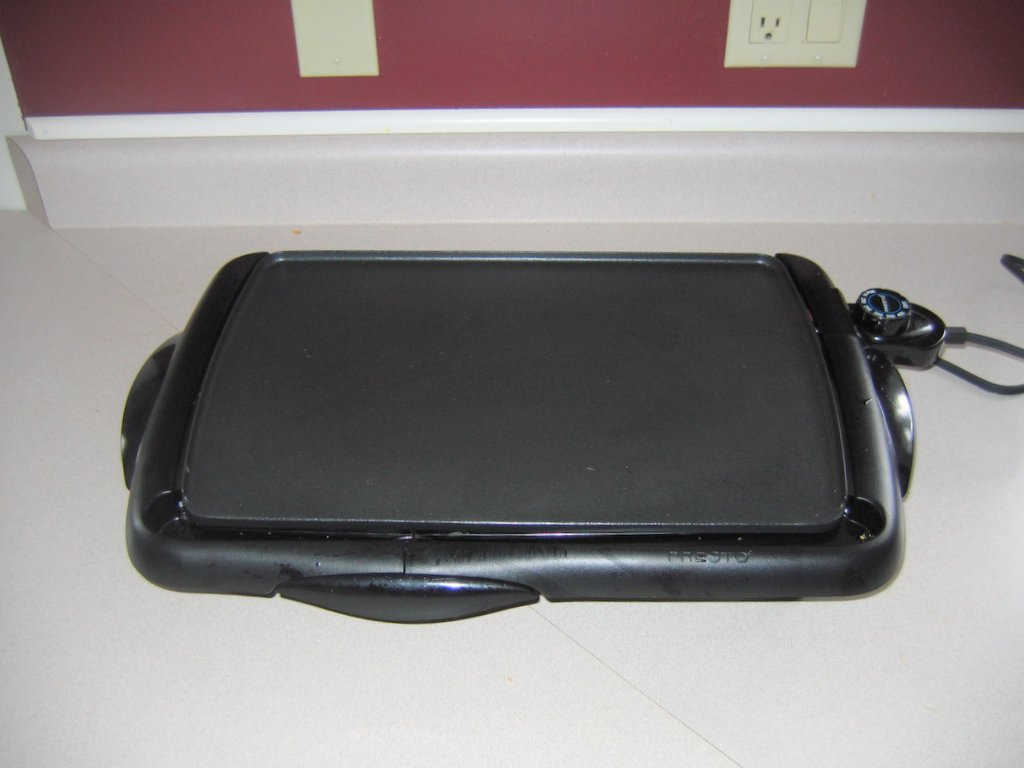
温度を調整可能なホットプレート

## 使用
鉄板は、肉料理から野菜料理まで多くの料理の調理に使用できる。スープやソースを入れた深鍋や浅鍋を直接乗せて保温や加熱したり、柔軟に調理することができる。フライパンやソテーパンでの調理のほとんどに応用できる。鉄板での調理は、ソテー、トースト、煮込み、パンフライ、焼き目付け・風味付け、焦がし焼き、グリル、パン焼き、蒸し煮、ローストの特質を組み合わせた調理技術である。多くの場合、鉄板の表面は自然な焦げ付き防止のため、鋳鉄調理器具と同様に油をなじませている。

## エネルギー
鉄板は天然ガス、プロパンガス、または電気で加熱される。ごく最近は、蒸気加熱や赤外線式鉄板が販売されている。ガス加熱は均一な加熱の評判から、プロの料理人に好まれることが多い。多くのガス式モデルは、火口毎に6 - 9キロワット（20,000 - 30,000 BTU/h）を使用する。
鉄板はエナジースターの米国2009年の商業用食料サービスに選ばれた。エネルギーを節約するため、多くの料理人は未使用時に鉄板の温度を下げる。スナップアクション（接点可動式スイッチ）の温度制御により、鉄板に必要な分にエネルギー消費を抑えることができる。また、できるだけ鉄板を清潔に保つことによりエネルギー効率が高まる。

## 安全性
ガス式鉄板には、過燃焼安全装置が付属するものもあるが、他の台所器具同様に正しく手入れしないと火災の危険がある。鉄板の扱いには注意が必要であり、周囲に油が付かない設備が必要である。鉄板の縁の油はねガードは、獣脂が周囲に飛び散るのを防ぎ、獣脂を逃すこと溢れることを防止する。

## 手入れ
鉄板がまだ熱いうちに、グリドルスクラッパーで鉄板の表面から余分な食べ物をこすり落とすか布で拭く事で、多くの汚れが落ちる。しかし、鉄板を毎日良好な状態に保つ、また状況がそれ以上の洗浄が必要かは鉄板の構造に依存するが、ある形式の鉄板は研磨煉瓦やパッドでの掃除が必要で、他のもの（例えばクローム加工済み）は特別な洗剤と水で掃除する。正しい洗浄により、均一な加熱が保証され、料理の鉄板への焦げ付きを防ぎ、鉄板を損傷から守る。研磨剤いり洗剤は、鋳鉄の鉄板の洗浄に適さない。
洗浄の他に、乾燥と錆を防ぐなどの目的で油をしく必要がある。これにより、鉄板表面の劣化や焦げ付きを防ぐ。
鉄板の油脂を常に空に（油逃し）して、溢れることを防ぐこともまた重要である。連続式自動温度制御装置以外では、制御装置の（製造業者の指示に従った）調整もまた実施するよう指示されている場合がある。

## 修理
問題の状況によっては、鉄板の寿命の終わりとなる。錆び付き、ひび割れ、歪みが生じた鉄板は一般に修理が不可能である。しかしながら、特定の部品（ガス栓、自動温度制御装置、安全装置等）は鉄板の寿命の間、交換可能である。自動温度制御装置の調整のみが必要である場合もある。通常の維持を行う商業用のグリドルは、15年程度の寿命がある。

## 付属物
標準的な鉄板には様々な種類があり、付属物も多い。例えば一例を上げると、ステンレス鋼の棚、保冷式の台、調節可能な脚、テーブル、まな板さえある。洗浄用の付属物には、グリドルスクラパー、ゴムワイパーといったものがある。